# Oxidativer Burst
Der oxidative Burst (engl. Burst für: „Ausbruch“, „Platzen“ oder „Häufung“), auch als respiratorischer Burst bezeichnet, ist die Freisetzung von reaktiven Sauerstoffspezies („Sauerstoffradikalen“) durch neutrophile Granulozyten und Makrophagen bei der Phagozytose.

## Entdeckung und Beschreibung des oxidativen Bursts
1932 entdeckten Baldrige und Gerard, dass bei der Phagozytose der Sauerstoffverbrauch der Granulozyten auf den 50- bis 100-fachen Wert ansteigt. Mit dem Sauerstoffverbrauch verbunden ist die stufenweise Entwicklung verschiedener reaktiver Sauerstoffspezies. Der Prozess wird durch das Enzym NADPH-Oxidase katalysiert. Durch einen Stimulus erfolgt die Aktivierung der Granulozyten und die Reaktion wird eingeleitet. Unter der Vermittlung der NADPH-Oxidase wird aus Sauerstoff und Nicotinamidadenindinukleotidphosphat (NADPH), das Hyperoxidanion O2− erzeugt. Das hochreaktive Hyperoxidanion selbst ist dabei das Ausgangsprodukt für die Synthese einer Reihe weiterer reaktiver Sauerstoffspezies. Beispielsweise entsteht durch eine von der Superoxid-Dismutase katalysierte Disproportionierung das deutlich stabilere Wasserstoffperoxid. Das Wasserstoffperoxid kann als neutrales, wasserähnliches Molekül sehr leicht in Zellen eindringen. Bei der katalytischen Zersetzung des Wasserstoffperoxids entsteht das hochreaktive Hydroxyl-Radikal ·OH, das eine Vielzahl von Molekülen attackieren kann.
Aus Wasserstoffperoxid und gleichzeitiger Anwesenheit von Sauerstoffradikalen, kann durch Myeloperoxidase aus den primären Granula aus Chlorid-Ionen das Oxidationsmittel Hypochlorige Säure (HClO) gebildet werden.

## Bedeutung
Mit diesen reaktiven Sauerstoffspezies ist es den neutrophilen Granulozyten und den Makrophagen möglich, die intrazelluläre Verdauung von phagozytierten („gefressenen“) Fremdkörpern, wie beispielsweise Krankheitserregern zu bewerkstelligen. Diese Oxidationsmittel reagieren unter anderem mit Proteinen, Nukleinsäuren und anderen Zellbestandteilen der Erreger. Ebenso deaktivieren sie endogene Protease-Inhibitoren, die den Abbau von Proteinen verhindern würden.
Die Bedeutung des oxidativen Bursts für die Abwehr wird durch die Krankheitsbilder Septische Granulomatose und Myeloperoxidasedefekt verdeutlicht. 